# Polycyrtus hilaris
Polycyrtus hilaris là một loài tò vò trong họ Ichneumonidae.